# Bentayga (lied)
Bentayga is een lied van de Marokkaans-Nederlandse rapper Ali B. Het werd in 2018 als single uitgebracht.

## Achtergrond
Bentayga is geschreven door Ali Bouali en geproduceerd door Jordan Wayne. Het is een lied uit het genre nederhop. In het lied rapt de artiest over zijn geld en zijn succes. De titel is een verwijzing naar de Bentley Bentayga, een auto die Ali B bij uitbrengen zelf in bezit had. Op de B-kant van de single is een instrumentale versie van het lied te vinden.

## Hitnoteringen
De rapper had succes met het lied in de hitlijsten van Nederland. Het piekte op de 41e plaats van de Single Top 100 en stond drie weken in deze lijst. De Nederlandse Top 40 werd niet bereikt; hier kwam het tot de tweede plaats van de Tipparade.